# Mindroling Trichen Rinpoché
Le 11e Mindroling Trichen (prononciation : Mìn-droling) Trichen Jurme Kunzang Wangyal (né en 1930 à Lumo-ra, au Kham, Tibet, décédé le 9 février 2008 à Dehra Dun, en Inde) était un lama de la lignée Nyingmapa, la plus ancienne école du bouddhisme tibétain et a été responsable des affaires administratives de cette école en exil en tant que chef de cette lignée. Il est généralement considéré comme un des plus grands maîtres tibétains.

## Biographie
Trichen Jurme Kunzang Wangyal est né à Lumo-ra dans le Kham (Tibet oriental) et son père était le 10e Mindroling Trichen. Après la mort de son père, sa famille est allée au Tibet central (Ü-Tsang) où il a commencé son éducation au monastère. Quand il eut 18 ans, il est entré en retraite de méditation solitaire dans une caverne, et a passé un total de 14 années en retraite pendant son éducation. Il a continué son éducation avec Dzongsar Khyentse Chökyi Lodrö. Pendant cette période, il est tombé amoureux et s’est marié. Dans le bouddhisme, la chasteté n’est requise que pour les moines et les nonnes ayant reçu l'ordination. La plupart des lamas de l’école Nyingmapa ne sont pas moines et sont mariés, il y a aussi de nombreuses femmes dans cette lignée. Il a excellé dans ses études et a découvert le terma (trésor enfoui) du Grand Compatissant, « Jigten Wangchuk Pema Garwang ». Tertön, il a ainsi reçu les  instructions qu'il a transmises onze fois à des étudiants chanceux et dignes.
En 1959, il s'est échappé du Tibet et est arrivé en Inde où il fut établi comme le 11e Mindroling Trichen en 1962. Dans les années qui ont suivi, il a travaillé avec de nombreux autres lamas, comme Dudjom Rinpoché, Dilgo Khyentse Rinpoché et le 16e Karmapa, qui avait reçu précédemment son éducation de son père. En 1976, lui et sa famille se sont déplacés à Dehra Dun afin de surveiller la construction du monastère de Mindroling. 
Mindroling Trichen est le père de Khandro Rinpoché, une femme lama très connue en occident.  
À l'âge de 78 ans, le soir du troisième jour du premier mois des Miracles (premier mois lunaire), le samedi 9 février 2008 à sept heures du soir, sans même le malaise le plus insignifiant, Kyabje Mindroling Trichen Jurme Kunzang Wangyal est décédé dans sa maison en Inde.

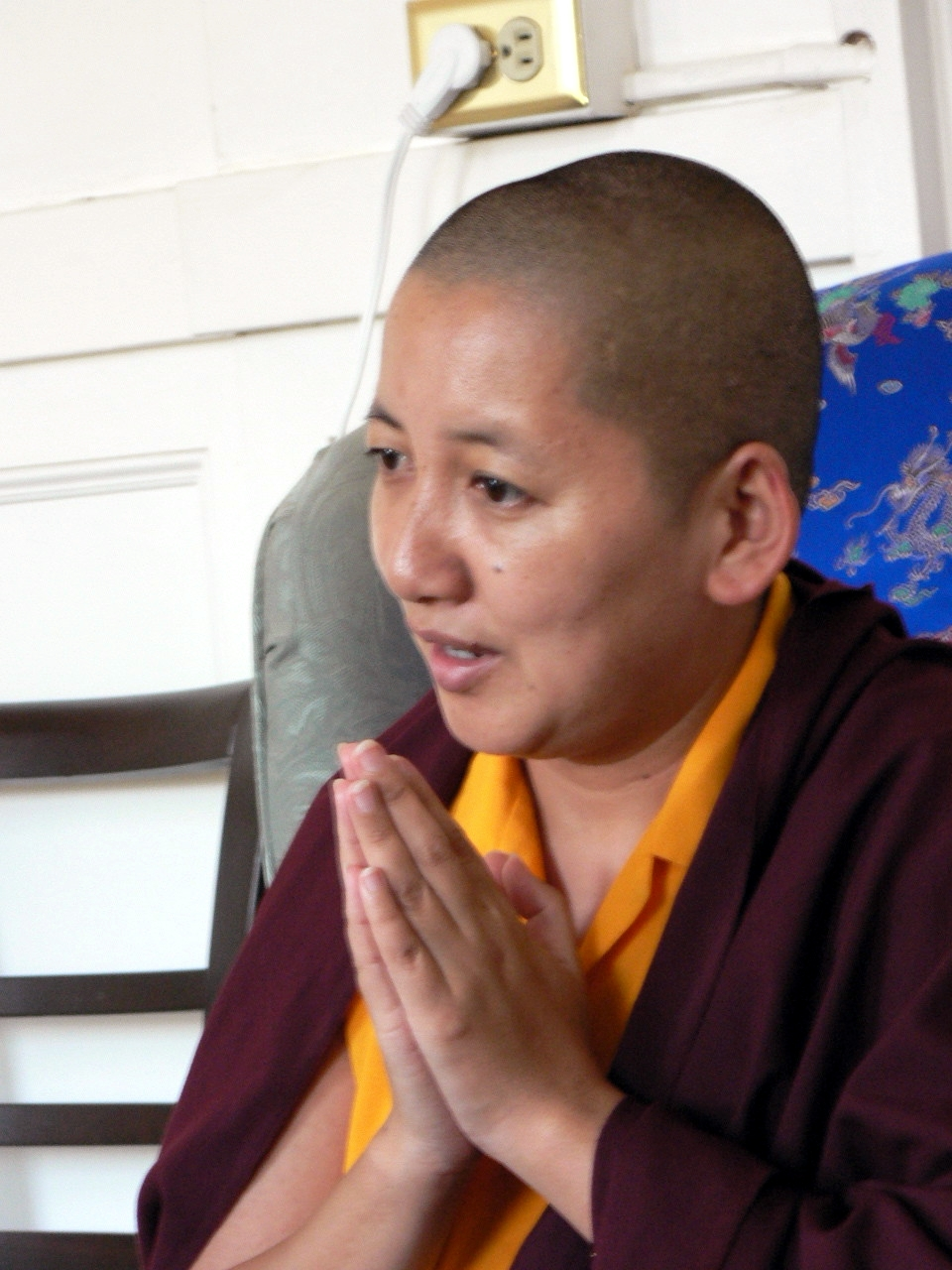
Jetsün Khandro Rinpoché

## Chef de l'école Nyingma
En 2003, le Gouvernement tibétain en exil lui a demandé de devenir responsable des affaires administratives de l'école Nyingma comme un des porte-trônes principaux, prenant la succession de Penor Rinpoché en retraite. L'école Nyingma a toujours été décentralisée, et la position de « chef de l'école » a seulement été établie à la suite de la diaspora tibétaine. Cependant, les lamas choisis pour remplir ce rôle sont tenus dans la plus haute estime par l'école.